# Национальная библиотечная служба Барбадоса
Национальная библиотечная служба Барбадоса — государственная служба публичных библиотек Барбадоса. Главный офис находится в столице страны Бриджтауне, главный филиал располагается на Колридж-стрит. Здание было построено между 1903 и 1906 годами на средства гранта, предоставленного шотландско-американским филантропом Эндрю Карнеги.

## Описание
Основной филаил находится на Кольридж-стрит в здании из кораллового камня, построенном в стиле английского Возрождения. Библиотека хранит как в печатном, так и в непечатном формате масштабную коллекцию литературы о Барбадосе времён XVIII века. Библиотека в Бриджтауне и другие семь филиалов по всему острову предлагают свои кслуги для всех барбадцев и посетителей. Бесплатная библиотека Карнеги на Кольридж-стрит была закрыта в августе 2006 года на ремонт после ста лет службы. Библиотека была временно переведена в здание на площади Независимости до завершения ремонта. За восстановление библиотеки отвечает целевая группа по национальному наследию при Министерстве молодёжи, спорта и культуры, она занимается сбором средств для восстановления исторических зданий через свою некоммерческую благотворительную организацию Preservation (Barbados) Foundation Trust.
Национальная библиотечная служба находится в ведении офиса премьер-министра.
Бриджтаунское отделение Национальной библиотечной службы Барбадоса открыто с понедельника по субботу с 9:00 до 17:00, закрыта по воскресеньям.